# Desa Sarwadadi (administrativ by i Indonesien, Jawa Barat)
Desa Sarwadadi är en administrativ by i Indonesien.   Den ligger i provinsen Jawa Barat, i den västra delen av landet, 190 km öster om huvudstaden Jakarta.